# Flammen
Flammen (en alemany, en català: flames) és una òpera en dos actes i deu escenes composta per Erwin Schulhoff. El llibret original en txec va ser escrit per Karel Josef Beneš. La versió en alemany va ser traduïda per Max Brod. L'òpera es va estrenar en l'antic Teatre Nacional (Národní Divadlo na Veveří) de Brno el 27 de gener de 1932 representada en txec amb el títol de Plameny. No es va sentir de nou fins a mitjan anys 1990, quan es va estrenar en la seva versió en alemany, Flammen. La seva història és un nou relat, surrealista, de la llegenda de Don Joan amb elements de la llegenda del jueu errant, i intensament influït per la psicologia freudiana. A diferència del rol titular en l'òpera de Mozart Don Giovanni (també basada en la llegenda), aquí Don Joan no és castigat arrossegat a l'Infern, sinó que es veu condemnat a viure per sempre.
Schulhoff, reconegut tant pel seu cercle d’amistats amb figures com Berg com per la seva presència habitual als clubs de jazz de Berlín i Dresden, va ser un compositor brillant, apreciat per músics com Dvořák, Reger i Debussy. Un exemple del seu talent és el vibrant Sextet de corda, una obra que exhibeix un llenguatge harmònic avançat i evidencia influències dels seus estudis de la música de Schönberg. De conviccions juevess i comunistes, Schulhoff es va veure inicialment protegit pel pacte entre Hitler i Stalin, però més tard va ser deportat al camp de concentració de Wülzburg, prop de Weißenburg in Bayern, on va morir després d’un any de captiveri. Entre les seves obres més notables destaca l’incandescent i visionària òpera Flammen, que encapsula l’originalitat i la profunditat del seu geni creatiu.

## Personatges
Encara que els papers de Donna Anna i Monja/Marguerite/Dona van ser cantats per dues sopranos diferents en l'estrena de 1932, una sola soprano va cantar tots aquests papers en l'enregistrament de Decca del 1995 i en la producció representada el 2006 a Viena.
| Persona                                                                    | Tessitura                | Repartiment de l'estrena, 27 de gener de 1932 (Director: Zdeněk Chalabala) |
| -------------------------------------------------------------------------- | ------------------------ | -------------------------------------------------------------------------- |
| Don Joan                                                                   | tenor                    | Zdeněk Knittl                                                              |
| Donna Anna                                                                 | soprano                  | Marie Zaludová                                                             |
| Commendatore                                                               | baix                     | Vladimir Jedenáctík                                                        |
| Monja/Marguerite/Dona                                                      | soprano                  | Bozena Zlábková                                                            |
| La Morte (Mort)                                                            | mezzosoprano             | Marie Hloušková                                                            |
| Arlecchino                                                                 | baríton                  | Géza Fischer                                                               |
| Ombres                                                                     | 3 sopranos, 3 contraltos |                                                                            |
| Pierrot, Pierrette, Pulcinella, Pantalone, Colombina, i Gigolo (manyagues) |                          |                                                                            |